# Žrelo 2
Žrelo 2 (angleško: Jaws 2) je ameriški filmski triler iz leta 1978, ki ga je režiral Jeannot Szwarc in je drugi film filmske nadeljevanke Žrelo. Tako, kot Žrelo 1, tudi v tem filmu zgodba prikazuje velikega ljudožerskega belega morskega volka, ki napada kopalce v počitniškem mestecu v Novi Angliji. V filmu so znova nastopil Roy Scheider, kot vodja policije Martin Brody, Lorraine Gary kot Martinova žena Ellen Brody in Murray Hamilton, kot župan Larry Vaughn. V filmu so v glavnih vlogah nastopili še Joseph Mascolo, Jeffrey Kramer, Collin Wilcox, Ann Dusenberry, Mark Gruner, Susan French, Barry Coe, Donna Wilkes in Gary Springer.
Tako kot produkcija prvega filma Žrela, je bila tudi produkcija filma Žrelo 2, moteča. Prvi režiser filma John D. Hancock se je izkazal za neprimernega za akcijski film in ga je nadomestil Szwarc. Scheider, ki je sam zavrnil svojo vlogo pri prekinitvi pogodbenega vprašanja z Universal, je bil med produkcijo tudi nezadovoljen in je imel več vročih izmenjav s Szwarcem. 
Film je bil najboljši film, dokler ni film Rocky II izšel leta 1979. Čeprav je film prejel mešane kritike, se na splošno šteje, da je drugi najboljši od treh nadaljevanj Žrela. Filmu sta sledila Žrelo 3 leta 1983 in Žrelo: Maščevanje leta 1987.

## Vsebina
Ko se na otoku Amity odpre nov hotel, velik beli morski pes v morju ubije dva potapljača, ki fotografirata potopljeno ribiško ladjo Orca ob obali otoka Amity. Njuna kamera med napadom pade z rok na morsko dno in fotografira obraz morskega psa, preden je naslednji dan objavljena. Kmalu morski pes ubije žensko smučarko na vodi. Voznica čolna poskuša morskega psa ubiti z gorivom za plin in pištolo. Vendar to povzroči velikansko eksplozijo čolna kar ubije voznico, morskemu psu pa močno opeče njegov desni del obraza. 
Glavni trup kita, ki ima smrtne rane, valovi naplavijo na obalo. Šef policije Martin Brody meni, da je za te dogodke odgovoren morski pes. Brody pojasni zaskrbljenost županu Larryju Vaughnu, ki izraža dvom, da ima mesto še en problem morskega psa, po dogodkih prejšnjega filma. Brody nato od uničenega gliserja najde plavajoče naplavine in ostanke zgorelih kosov lesa. Brody pokliče Matta Hooperja na pomoč, vendar je nedosegljiv, ker je na Antarktiki na raziskovalni odpravi. Brody svojemu sinu Mikeu prepove, da bi veslal na morju zaradi skrbi za njegovo varnost, namesto tega pa ga na plažo prepustil zaposlitvi, kar je zelo hudo za Mikea. 
Naslednji dan Brody opazuje z opazovalnega stolpa na plaži in povzroči paniko, potem ko se moški zamenja za morskega psa in se šali, ko Brody hoče streljal nanj s pištolo. Vendar se njegovi strahovi potrdijo, ko so fotografije iz potapljačeve kamere obdelane, na eni od njih pa je prikazan posnetek morskega psa. Ko ga predstavi mestnemu svetu, nočejo verjeti, da gre za morskega psa, in Brodyja glasujejo za šefa policije, pri čemer edini odstop prihaja od župana.
Naslednje jutro Mike ne spoštuje očetove ukaze in se prikrade, da bi šel na jadranje s prijatelji, s seboj pa vzame mlajšega brata Seana, da bi mu delal družbo. Marge, še ena najstnica, vzame Seana s seboj in odidejo na šest majnih ločenih jadrnic, mimo ekipe potapljačev, ki jo vodi inštruktor Tom Andrews. Kmalu po potapljanju in ulovu jastoga Andrews naleti na morskega psa. V paniki trči na površje, kar mu povzroči embolijo. Kmalu zatem morski pes zadene čoln najstnikov Tine in Eddieja, ki sta se oddaljila od ostalih; Eddie pade v vodo, morski pes pa ga nato brutalno požre. 
Brody in njegova žena Ellen pričata o evakuaciji Toma v rešilcu in slišita, da drugi potapljači sumijo, da ga je nekaj pod vodo prestrašilo. Nekdanji namestnik Len Hendricks, ki ga je prevzel kot Brodyjevo zamenjavo, jim pove, da je Mike odšel na jadranje s prijatelji, zato sta Brody in Ellen poveljnika policijskega čolna (ki mu je pomagal Hendricks) odpravita na reševanje. Naletijo na Tinino barko in jo najdejo skrito v premcu, nakar potrdi prisotnost morskega psa. Brody se odpelje mimo čolna, da odpelje Hendricks, Ellen in Tino na obalo, kjer se razkrije resnica, medtem ko nadaljuje z iskanjem ostalih otrok. 
Medtem morski pes napade skupino in udari v enega od njihovih čolnov ter v večjem kaosu povzroči, da zrušijo vsa jadra. Mike v nezavesti pade v vodo pri čemer ga morski pes skoraj požre. Edini par, katerega jadrnica še vedno ostanev normalnem položaju, ga komaj izvleče in pusti ostale, da jih odpeljejo na obalo in poiščejo pomoč, medtem ko Sean in ostali ostanejo na razbitinah zapletenih čolnov. Morski helikopter obalne straže, s katerim je Brody vzpostavil stik, prispe, da jih odvleče na obalo, toda morski pes se priklene na zračne blazine helikopterja, tako da ga prevrne in utopi pilota. Nato Seana Marge reši iz vode.
Brody najde Mika, ki ga obvesti o situaciji ter se opraviči, ker ni vedel za morskega psa;  Brody sprejeme njegovo opravičilo, medtem ko mu reče, naj se umakne na varno, nato pa poišče druge na Cable Junction, majhnem otoku, v katerem je električna postaja, ki napaja Amity z elektriko. Tolčenje in udarjanje, ki ropota pod vodo, pritegneta morskega psa, ki znova napade, zaradi česar se približa policijski ladji. Poskuša jih povleči z vitlom, vendar namesto tega zatakne podvodni napajalni kabel. Naslednja poteza morskega psa pošlje večino najstnikov v vodo in oni plavajo do roba Cable Junction, medtem ko Jackie Peters, Mike in Sean še vedno ostanejo na čolnih. Brody s pomočjo napihljivega splava z veslom tolče po napajalnem kablom, da bi morskega psa privabil k sebi, kabel pa pridrži pred seboj. Brody izpusti kabel v trenutku, ko morski pes ugrizne vanj. Močna elektrika strese in ubije morskega psa. Nato Brody pobere Seana in Jackie, ki se pridružita ostalim na Cable Junctionu in nato skupaj čakajo na reševanje.

## Vloge
- Roy Scheider kot šerif Martin Brody
- Lorraine Gary kot Brodyeva žena Ellen Brody
- Murray Hamilton kot župan Larry Vaughn
- Joseph Mascolo kot Len Peterson
- Jeffrey Kramer kot Deputy Jeff Hendricks
- Collin Wilcox kot Doktor Elkins
- Ann Dusenberry kot Tina Wilcox
- Mark Gruner kot Michael "Mike" Brody
- Susan French kot stara gospa
- Barry Coe kot Tom Andrews
- Donna Wilkes kot Jackie Peters
- Gary Springer kot Andy Nicholas

## Zunanje poveatve
- Žrelo 2 v IMDb
- Jaws 2 na TCM Movie Database
- Žrelo 2 na Box Office Mojo (angleško)
- Žrelo 2 na Rotten Tomatoes (angleško)